# Stora mossen (metropolitana di Stoccolma)
Stora mossen è una stazione della metropolitana di Stoccolma.
Geograficamente situata presso il quartiere di Ulvsunda, a sua volta incluso all'interno della circoscrizione di Bromma, la fermata è posizionata sul percorso della linea verde della rete metroviaria locale tra le stazioni Alvik e Abrahamsberg.
La sua apertura ufficiale risale al 26 ottobre 1952, proprio come tutte le altre stazioni comprese nella sezione tra Hötorget e Vällingby. Prima dell'entrata in funzione della metropolitana vera e propria, dal 1944 era qui operativa la ferrovia leggera Ängbybanan.
La piattaforma è collocata in superficie, parallela all'importante arteria stradale Drottningholmsvägen, ed è accessibile dall'ingresso ubicato sulla strada Stora Mossens Backe. La progettazione venne affidata all'architetto Peter Celsing, mentre nel 2001 ci fu una ristrutturazione curata dal personale del gruppo FFNS Arkitekter. Un anno più tardi l'artista polacca Marianna Zaborska ha decorato gli interni della stazione.
L'utilizzo medio quotidiano durante un normale giorno feriale è pari a 2.500 persone circa.

## Tempi di percorrenza
| Linea | Capolinea       | Tempo  | Stazione                             | Tempo                      |
| T17   | Åkeshov         | 6 min  | Alvik T-Centralen Gamla stan Slussen | 3 min 16 min 17 min 19 min |
| T17   | Skarpnäck       | 35 min | Alvik T-Centralen Gamla stan Slussen | 3 min 16 min 17 min 19 min |
| T19   | Hässelby strand | 18 min | Alvik T-Centralen Gamla stan Slussen | 3 min 16 min 17 min 19 min |
| T19   | Hagsätra        | 38 min | Alvik T-Centralen Gamla stan Slussen | 3 min 16 min 17 min 19 min |